# Dystrykt Gwelekpoken
Dystrykt Gwelekpoken – dystrykt w hrabstwie Maryland, w południowej części Liberii. 
Położony jest 350 km na wschód od stolicy kraju – Monrovii oraz oddalony o 60 km na północny zachód od stolicy hrabstwa Maryland, miasta Harper. 

## Demografia
Według spisu ludności z 2008 roku jednostka liczyła sobie 9 875 mieszkańców. Natomiast według spisu ludności przeprowadzonego w 2022 roku, dystrykt ma populację liczącą 4 366 mieszkańców, co czyni go najmniej zaludnionym dystryktem w hrabstwie.
Dane z 2008:
| Opis      | Ogółem | Ogółem | Kobiety | Kobiety | Mężczyźni | Mężczyźni |
| --------- | ------ | ------ | ------- | ------- | --------- | --------- |
| jednostka | osób   | %      | osób    | %       | osób      | %         |
| populacja | 9 875  | 100    | 4 548   | 46,1    | 5 327     | 53,9      |

Dane z 2022:
| Opis      | Ogółem | Ogółem | Kobiety | Kobiety | Mężczyźni | Mężczyźni |
| --------- | ------ | ------ | ------- | ------- | --------- | --------- |
| jednostka | osób   | %      | osób    | %       | osób      | %         |
| populacja | 4 366  | 100    | 2 070   | 47,4    | 2 296     | 52,6      |

## Sąsiednie dystrykty
Barclayville, Bleebo, Karluway Number One, Nyorken, Whojah